# Desmia discrepans
Desmia discrepans là một loài bướm đêm trong họ Crambidae.